# Hugh Campbell Wallace

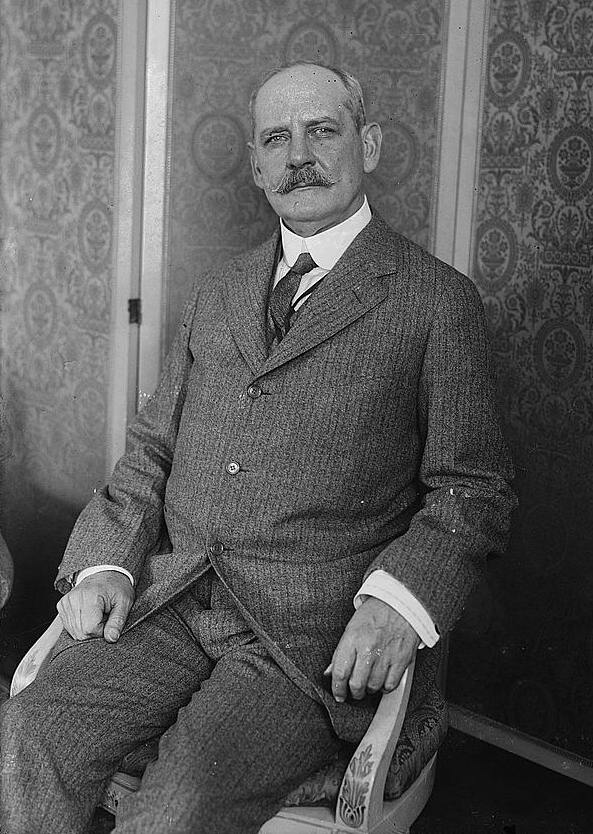
Hugh Campbell Wallace (1919)

Hugh Campbell Wallace (* 10. Februar 1863 in Lexington, Missouri; † 1. Januar 1931 in Washington, D.C.) war ein US-amerikanischer Diplomat, der unter anderem zwischen 1919 und 1921 Botschafter in Frankreich war.

## Leben
Wallace war zwischen 1885 und 1887 Vollstrecker öffentlicher Geldforderungen im Utah-Territorium und ließ sich danach in Tacoma nieder. In den folgenden Jahren erwarb er dort sowie in Washington, D.C., Häuser sowie Anteile an verschiedenen Unternehmen wie zum Beispiel an einer Dampfschifffahrtsgesellschaft, die während des Klondike-Goldrausches ab 1896 Passagiere von Seattle nach Alaska beförderte. Daneben besaß er Anteile an der Northern Pacific Railway, der National Bank of Commerce in Seattle sowie anderen Banken, an Goldminen in Alaska, an Straßen- und Untergrundbahnen. Politisch engagierte er sich in der Demokratischen Partei und war zwischen 1892 und 1896 Mitglied des Democratic National Committee (DNC) sowie 1896 Delegierter zur Democratic National Convention. Als Delegierter beim Parteitag der Demokraten im Jahr 1912 in Baltimore unterstützte er die Kandidatur von Champ Clark, behielt aber eine freundschaftliche Beziehung zu dem letztlich für das Amt des US-Präsident nominierten Woodrow Wilson bei.
Wallace war zwischen 1916 und 1920 erneut Mitglied des Democratic National Committee und unternahm als Sondergesandter von Präsident Wilson während des Ersten Weltkrieges mehrere Reisen nach Italien, in das Vereinigte Königreich und nach Frankreich. Am 27. Februar 1919 wurde er als Nachfolger von William Graves Sharp zum Außerordentlichen und Bevollmächtigten Botschafter in Frankreich ernannt und überreichte dort am 22. April 1919 sein Akkreditierungsschreiben. Er nahm an der Pariser Friedenskonferenz 1919 teil und unterzeichnete für die USA den Friedensvertrag von Versailles. Am 5. Juli 1921 wurde er als Botschafter abberufen, woraufhin Myron T. Herrick seine Nachfolge antrat. Nach seiner Rückkehr in die USA zog er sich ins Privatleben zurück.
1891 heiratete er Mildred Fuller Wallace, deren Vater Melville W. Fuller zwischen 1888 und 1910 Chief Justice of the United States war. Aus dieser Ehe ging die Tochter Mildred Fuller Wallace hervor, die 1903 als Zwölfjährige verstarb, sowie der Sohn Thomas Bates Wallace, der 1907 im Alter von 14 Jahren verstarb. Nach seinem Tode wurde Hugh Wallace auf dem Friedhof von Tacoma beigesetzt.